# Johan Devrindt
Johan Devrindt (* 14. dubna 1945, Overpelt) je bývalý belgický fotbalista, útočník. 

## Fotbalová kariéra
Začínal v týmu RSC Anderlecht, se kterým získal čtyři mistrovské tituly a jedno vítězství v belgickém poháru. Dále hrál v Nizozemí za PSV Eindhoven. Po návratu do Belgie hrál za Club Brugge KV, se kterým získal popáté belgický mistrovský titul. Pokračoval v belgické lize v KSC Lokeren a KFC Winterslag. Kariéru zakončil v nižích soutěžích v týmech RAA Louviéroise a KVK Tienen. V Poháru mistrů evropských zemí nastoupil v 18 utkáních a dal 6 gólů, v Poháru vítězů pohárů nastoupil v 8 utkáních a dal 4 góly, v Poháru UEFA nastoupil v 7 utkáních a ve Veletržním poháru nastoupil v 9 utkáních a dal 4 góly. Za reprezentaci Belgie nastoupil v letech 1964-1975 ve 23 utkáních a dal 15 gólů. Byl členem belgické reprezentace na Mistrovství světa ve fotbale 1970, nastoupil ve dvou utkáních.

## Ligová bilance
| Ročník                       | Zápasy | Góly | Klub            |
| ---------------------------- | ------ | ---- | --------------- |
| 1. belgická liga 1964/1965   | 21     | 16   | RSC Anderlecht  |
| 1. belgická liga 1965/1966   | 2      | 2    | RSC Anderlecht  |
| 1. belgická liga 1966/1967   | 19     | 3    | RSC Anderlecht  |
| 1. belgická liga 1967/1968   | 27     | 17   | RSC Anderlecht  |
| 1. belgická liga 1968/1969   | 27     | 14   | RSC Anderlecht  |
| 1. belgická liga 1969/1970   | 17     | 14   | RSC Anderlecht  |
| 1. nizozemská liga 1971/1971 | 34     | 14   | PSV Eindhoven   |
| 1. nizozemská liga 1971/1972 | 31     | 12   | PSV Eindhoven   |
| 1. belgická liga 1972/1973   | 30     | 8    | Club Brugge KV  |
| 1. belgická liga 1973/1974   | 28     | 19   | Club Brugge KV  |
| 1. belgická liga 1974/1975   | 37     | 19   | KSC Lokeren     |
| 1. belgická liga 1975/1976   | 35     | 8    | KSC Lokeren     |
| 1. belgická liga 1976/1977   | 34     | 9    | KFC Winterslag  |
| 1. belgická liga 1977/1978   | 31     | 11   | KFC Winterslag  |
| 1. belgická liga 1978/1979   | 33     | 4    | KFC Winterslag  |
| 1. belgická liga 1979/1980   | 30     | 2    | KFC Winterslag  |
| 2. belgická liga 1980/1981   | 21     | 3    | RAA Louviéroise |
| CELKEM 1. belgická liga      | 383    | 145  |                 |
| CELKEM 1. nizozemská liga    | 65     | 26   |                 |